# Irena Królikowska-Prasał
Irena Królikowska-Prasał (ur. 30 marca 1927 w Kurowie) – polska histolożka, embriolożka i cytofizjolożka.

## Życiorys
W 1952 skończyła studia chemiczne na Uniwersytecie Marii Curie-Skłodowskiej w Lublinie. Doktorat na Akademii Medycznej w Lublinie obroniła w 1961, habilitację uzyskała w 1969, a profesurę w 1985.
Pracowała w Akademii Medycznej w Lublinie w Zakładzie Histologii i Embriologii jako asystentka (1953–1960), adiunktka (1960–1969), docentka (1970–1985), profesorka nadzwyczajna (od 1985). Kierowała tym zakładem w latach w latach 1986–1997. W latach 1984–1990 była prodziekanem Wydziału Lekarskiego UMCS.
Należała do Polskiego Towarzystwa Anatomicznego (w latach 1974–1980 była wiceprzewodniczącą oddziału lubelskiego), Polskiego Towarzystwa Histochemików i Cytochemików (w latach 1977–1980 była przewodniczącą oddziału lubelskiego). W latach 1979–1984 przewodniczyła Radzie Naukowej Instytutu Biologiczno-Morfologicznego Akademii Medycznej w Lublinie.
Otrzymała Złoty Krzyż Zasługi, Medal Komisji Edukacji Narodowej, Odznakę honorową „Za wzorową pracę w służbie zdrowia” i Krzyż Kawalerski Orderu Odrodzenia Polski.